# 加藤元彦
加藤 元彦（かとう もとひこ）は、日本の外交官。マニラ総領事や、ナッシュビル総領事等を経て、ブルネイ駐箚特命全権大使。

## 経歴・人物
愛知県出身。1979年中央大学法学部卒業。1982年外務省入省。2000年外務省総合外交政策局科学原子力課長。2002年外務省経済局国際機関第二課長。2004年在アフガニスタン日本国大使館次席公使。2006年総合研究開発機構国際研究交流部長。2007年在アメリカ合衆国日本国大使館総務公使。2010年在フィリピン日本国大使館次席公使兼マニラ総領事。2012年ナッシュビル総領事。2015年在英国日本国大使館特命全権公使。2017年駐ブルネイ特命全権大使。2019年日本空港ビルディング顧問。